# サン＝テチエンヌ大聖堂 (ブールジュ)
座標: 北緯47度04分56秒 東経2度23分57秒 / 北緯47.08222度 東経2.39917度
ブールジュのサン＝テチエンヌ大聖堂は、主に12世紀末から13世紀末にかけて建造された司教座聖堂である。これは、フランスにおけるゴシック美術の傑作のひとつであり、その設計、ティンパヌム、彫刻、ステンドグラスはいずれも特筆すべきものである。その規模とコンセプトの統一性が織りなす美しさは中世フランスにおけるキリスト教の強大さを示してくれる。その先駆的なスタイルはゴシック建築の中でも例外的な存在である。長い間正当に評価されてきたとはいえないが、この大聖堂は、ランス大聖堂、シャルトル大聖堂、ノートルダム・ド・パリなどにもひけをとるものではない。1992年に「ブールジュ大聖堂」の名で、ユネスコの世界遺産に登録された（ID635）。

## 歴史
1195年にブールジュ大司教アンリ・ド・シュリは、ブールジュ司教座聖堂の教会参事会に贈り物をした。これが、ブールジュに11世紀から12世紀のいささか小さなロマネスク様式の聖堂にかえて新しい大聖堂を建てることの出発点となった。これ以前にあった教会堂について多くは分かっていない。
ブールジュは古代ローマ都市アワリクムであった時に、ガリア最初のキリスト教共同体を抱えた。その3世紀以降、キリスト教文化の中心が存在したということである。それは現在の大聖堂の敷地に建てられていった4つの建物に引き継がれた。最初のものは3世紀に聖ユルサン (St. Ursin) によって立てられた地下礼拝堂、次がブールジュ大司教聖パレ (St. Palais) による4世紀のもの、そして同大司教ラウル・ド・チュレンヌ (Raoul de Turenne) による9世紀のもの、最後がフランス王ロベール2世の弟であったブールジュ大司教ゴズランによる11世紀初頭のロマネスク様式の聖堂である。
ブールジュは1100年頃にはフランス王領の都市であり、王領の南端に位置していた。それはまた当時イングランド領だったアキテーヌ地方からわずかのところでもあった。ブールジュの大司教には同時に「アキテーヌ首座大司教」の肩書きと権威が与えられていたが、これにはしばしば異議が唱えられた。
さて、現存するブールジュ大聖堂はロワール川以南で建てられた初のゴシック建築物であり、フランス王や大司教の威厳を示す上で重要なものだったと考えられている。当時は王領でなかった南仏に面するフランス王領最前線という意味で、大聖堂は唯一の存在であることが求められたのである。ゆえにノートルダム・ド・パリにも比肩しうる大規模建築の実現・推進が決定されたのである。
1195年以降に建設が計画され、1214年に建物の半分が完成した。新しい大聖堂の設計は単純だが調和的なものであり、身廊を囲む礼拝堂を持つバシリカ式を採った。この新たな大聖堂で目を惹くのは、側壁と内部空間の統一性だった。最初、大司教シュリはノートルダム・ド・パリに触発されていたようだが、彼は1199年に歿した。跡を継いだ大司教ギヨーム・ド・ダンジョン（元シトー会修道院長）は、建築内容の発展とイコンの計画決定で重要な役割を果たした。1209年にダンジョンが歿すると、すぐに列聖式が行われ、信者や巡礼者たちから寄付が殺到した。
10年ほど中断したのち、第二期工事が1225年に始まり、1230年には身廊と西のファサードが完成した。以降の工事においても、建築家たちはこれを手がけた最初の工匠（名前は伝わっていない）の計画をよく理解し、一貫性と計画の簡素さ、および空間の統一性に寄与する翼廊の欠如は保持されていた。
1313年にはひびがはいっていた南の塔に支柱を入れる形で補強工事が行われたが、鐘を取り付けることはそのもろさのために出来なかった。1324年5月13日の聖別式の時にも未完成だった北の塔は、15世紀末にはようやく完成したが、1506年に早々と崩壊した。すぐに、ルネサンス様式を取り入れつつゴシック様式のファサードとの調和も意識する形で再建が行われた。この塔はかつて「バターの塔」とも呼ばれた。一部には信徒たちから集められた資金が使われており、それと引き換えに四旬節の断食が免除されたためである。
ユグノー戦争序盤の1562年にはブールジュがユグノーの手に落ち、内陣とファサードの彫刻が大いに傷つけられた。
19世紀の初頭に大規模な修復工事が行われ、屋根の周囲の補強が施された。しかし、それ以前には存在しなかった装飾性の強い小さな塔が屋根や控壁の上に並べて建てられ、すっきりとした外観を壊す結果となった。また、この種の改修は聖堂の内装にも加わっている。今日のブルージュ大聖堂はロマネスクから19世紀に至る、種々の様式のるつぼとなっている。

## 建築

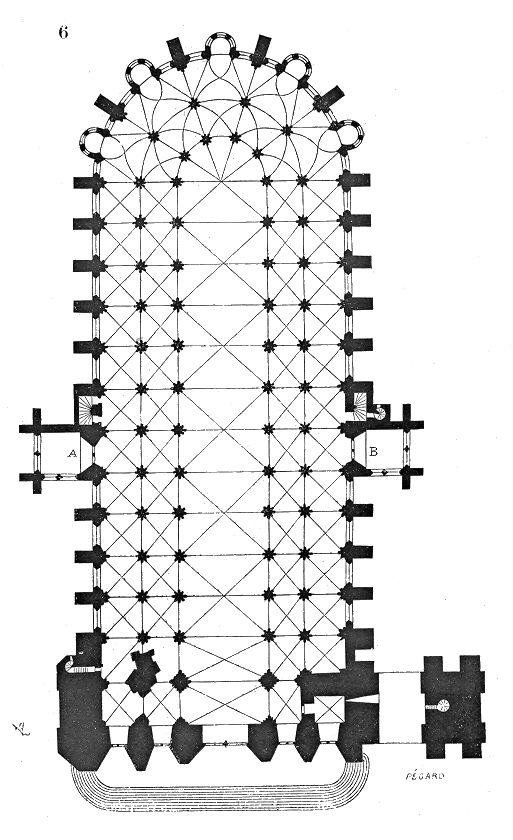
大聖堂の平面図

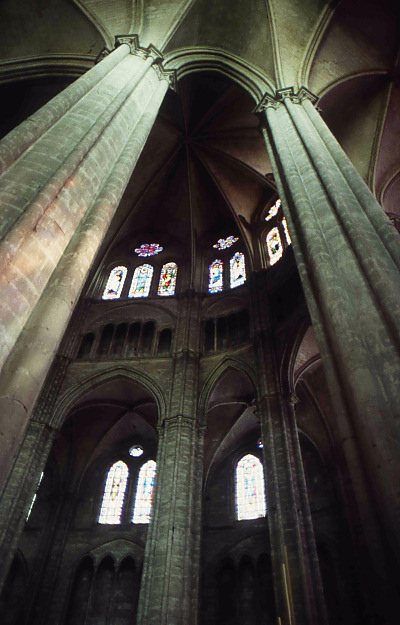
大聖堂の内部

### 外装
5つのポルタイユ（正面入口）を持ち5つの身廊につながっている西面は、高さ40メートル以上を誇り、フランスのゴシック建築のなかで最大である。その彫刻も巨大で、中央のポルタイユは最後の審判を大きく描き出している。
ブールジュ大聖堂は建築史上、他のヨーロッパの大聖堂に影響を及ぼした。ノートルダム・ド・パリはこれより前に作られているが、より後に再建された身廊の丸天井にはその影響がある。ほかにも、ル・マンのサン＝ジュリヤン大聖堂、クータンスの大聖堂、トレド大聖堂などにも影響を与えている。
ブールジュ大聖堂で一期工事が終わった部分は、東端から西に向かって堂外を観察してゆくとはっきりわかる。二期工事で作られた部分では、飛梁の高さが拡大されており、また身廊と側郎の窓はガラスの面積を大きくするよう窓のモチーフを変えている。二期以後の工事の改築が始まり、１１６８年に完了した。交差廊のない三廊式バジリカで、半円形の内陣奥壁、周歩廊、および不規則な三つの祭室を有するこの大聖堂の規模は目を見張らせるものがある。(長さ１１３.５０メートル、身廊部幅１５.２５メートル、高さ２４.４０メートル)身廊部幅対高さの比はおよそ１対１.６である。全１２米の空間は、激しく強調された支柱交替により、６分割のノルマン式リヴ・ヴォールトの架かる各２ベイ宛に区分してまとめられている。

### 内装
ブールジュ大聖堂は翼廊が存在しないことと側廊が二重になっている点で特異である。ステンドグラスは古いものは13世紀に作成されたものであり、16世紀には地元の芸術家ジャン・ルキュイエによって追加された。
１３００年頃に５分割構成の西ファサード完成をもって工事が終了した。交差廊のない１３ベイ、五廊式の空間に、二重周歩廊(放射状祭室は後の改造で付加された)を備える半円形の内陣端部を加えた平面形はノートル・ダム大聖堂に類似している。(長さ１１８メートル、幅４１メートル、高さ３７.１５メートル)。しかし、身廊壁面の構成はそれとは異なる。

## 登録基準
この世界遺産は世界遺産登録基準のうち、以下の条件を満たし、登録された（以下の基準は世界遺産センター公表の登録基準からの翻訳、引用である）。
- (1) 人類の創造的才能を表現する傑作。
- (4) 人類の歴史上重要な時代を例証する建築様式、建築物群、技術の集積または景観の優れた例。